# АШ-83
АШ-83 (АШ-83ФН) — советский авиационный двигатель, спроектированный в ОКБ А. Д. Швецова. 

## История
Заводские испытания начались в феврале 1944 года. В ноябре 1944 года успешно выдержал государственные испытания. С конца 1944 года до сентября 1945 года проходил лётные испытания на истребителе Ла-7. Выпускался с апреля 1945 года. Всего завод № 19 в Молотове выпустил 93 экземпляра АШ-83.

## Конструкция
Двигатель АШ-83 представлял собой 14-цилиндровый двухрядный звездообразный четырёхтактный поршневой двигатель воздушного охлаждения и был дальнейшим развитием двигателя АШ-82ФН с форсированием по наддуву и оборотам. По проекту номинальная мощность составляла 1500 л. с., максимальная (взлётная) мощность — 1900 л. с. В реальности номинальная мощность двигателя была доведена до 1585 л. с. Вес двигателя по данным разных источников составлял 915 кг или 921 кг.
Изменения по сравнению с исходным двигателем АШ-82ФН:
- увеличен диаметр крыльчатки ПЦН, на крыльчатке ликвидированы вырезы;
- изменен носок картера;
- усилен коленчатый вал (это изменение внедрили и на АШ-82ФН, начиная с четвертой серии в 1945 году);
- применены гильзы параболического профиля с усиленным фланцем (внедрено на АШ-82ФН пятой серии в 1945 году);
- установлен новый агрегат непосредственного впрыска;
- небольшие изменения в механизме газораспределения;
- небольшие изменения в системе смазки.

## Применение
Устанавливался на опытных самолётах:
- Ту-2
- Ла-7
- Ла-120Р[1].

Использование предполагалось на следующих самолётах:
- Ту-10
- И-211